# العلاقات المارشالية الليختنشتانية
العلاقات المارشالية الليختنشتانية هي العلاقات الثنائية التي تجمع بين جزر مارشال وليختنشتاين.

## مقارنة بين البلدين
هذه مقارنة عامة ومرجعية للدولتين:
| وجه المقارنة                                              | جزر مارشال                     | ليختنشتاين                                 |
| --------------------------------------------------------- | ------------------------------ | ------------------------------------------ |
| المساحة (كم2)                                             | 181                            | 16                                         |
| عدد السكان (نسمة)                                         | 53.13 ألف                      | 37.47 ألف                                  |
| الكثافة السكانية (ن./كم²)                                 | 29.35 ألف                      | 234.19 ألف                                 |
| العاصمة                                                   | ماجورو                         | فادوتس                                     |
| اللغة الرسمية                                             | لغة إنجليزية، اللغة المارشالية | اللغة الألمانية                            |
| العملة                                                    | دولار أمريكي                   | فرنك سويسري                                |
| الناتج المحلي الإجمالي (بليون دولار)                      | 199.40 مليون                   | 6.29 مليار                                 |
| الناتج المحلي الإجمالي (تعادل القوة الشرائية) بليون دولار | 207.25 مليون                   |                                            |
| الناتج المحلي الإجمالي الاسمي للفرد دولار أمريكي          | 3.38 ألف                       |                                            |
| الناتج المحلي الإجمالي للفرد دولار أمريكي                 | 3.80 ألف                       |                                            |
| مؤشر التنمية البشرية                                      |                                | 0.908                                      |
| رمز المكالمات الدولي                                      | +692                           | +423                                       |
| رمز الإنترنت                                              | .mh                            | .li                                        |
| المنطقة الزمنية                                           | ت ع م+12:00                    | توقيت وسط أوروبا، ت ع م+01:00، ت ع م+02:00 |

## منظمات دولية مشتركة
يشترك البلدان في عضوية مجموعة من المنظمات الدولية، منها:
| علم المنظمة | اسم المنظمة                   | تاريخ انضمام جزر مارشال | تاريخ انضمام ليختنشتاين |
| ----------- | ----------------------------- | ----------------------- | ----------------------- |
|             | الاتحاد الدولي للاتصالات      | 22 فبراير 1996          | 25 يوليو 1963           |
|             | منظمة الشرطة الجنائية الدولية | ?                       | ?                       |
|             | منظمة حظر الأسلحة الكيميائية  | ?                       | ?                       |
|             | الأمم المتحدة                 | 17 سبتمبر 1991          | 18 سبتمبر 1990          |